# Кочане (Дољевац)
Кочане је насеље у Србији у општини Дољевац у Нишавском округу. Према попису из 2022. било је 1282 становника (према попису из 1991. било је 1595 становника).
У насељу се налази Црква Светог Архангела Гаврила.

## Име села
У народу је жива легенда коју је некадашњи управитељ кочанске и пуковачке цркве Никола Спирић, свештеник из Лесковца, забележио у Летопису цркве пуковачке. По легенди, село је добило име по неком Турчину Кочанлији, чије се место рођења у Турској. На успомену на своје завичајно село, тај Турчин је селу, чији је спахија постао, назвао Кочаном. Историјска је, међутим, чињеница да се Кочане налази и у сумарном турском попису села нахије Дубочица из почетка XVI века као Кочан, па је највероватније ово име имало и пре доласка Турака у ове крајеве. Од имена Кочан, лако је постало Кочане.

## Положај села
Село Кочане се заселило на источним падинама Кочанске реке, а делом у алувијалној равни Јужне Мораве, на северном делу области. Село се налази на регионалном путу који из Ниша преко Дољевца води ка Лесковцу.

## Демографија
У насељу Кочане живи 1248 пунолетних становника, а просечна старост становништва износи 44,0 година (43,4 код мушкараца и 44,5 код жена). У насељу има 426 домаћинстава, а просечан број чланова по домаћинству је 3,01.
Ово насеље је великим делом насељено Србима (према попису из 2002. године), а у последња три пописа, примећен је пад у броју становника.
|  |

| Демографија | Демографија | Демографија |
| Година      | Становника  | Становника  |
| ----------- | ----------- | ----------- |
| 1948.       | 1.465       |             |
| 1953.       | 1.547       |             |
| 1961.       | 2.012       |             |
| 1971.       | 1.594       |             |
| 1981.       | 1.605       |             |
| 1991.       | 1.595       | 1.561       |
| 2002.       | 1.591       | 1.621       |
| 2011.       | 1.451       |             |
| 2022.       | 1.282       |             |

| Етнички састав према попису из 2002.‍ | Етнички састав према попису из 2002.‍ | Етнички састав према попису из 2002.‍ | Етнички састав према попису из 2002.‍ | Етнички састав према попису из 2002.‍ |
| ------------------------------------ | ------------------------------------ | ------------------------------------ | ------------------------------------ | ------------------------------------ |
|                                      |                                      |                                      |                                      |                                      |
| Срби                                 | Срби                                 |                                      | 1.474                                | 92,64%                               |
| Роми                                 | Роми                                 |                                      | 102                                  | 6,41%                                |
| Црногорци                            | Црногорци                            |                                      | 4                                    | 0,25%                                |
| Румуни                               | Румуни                               |                                      | 2                                    | 0,12%                                |
| Македонци                            | Македонци                            |                                      | 1                                    | 0,06%                                |
| непознато                            | непознато                            |                                      | 7                                    | 0,43%                                |

| Година пописа     | 1948. | 1953. | 1961. | 1971. | 1981. | 1991. | 2002. |
| ----------------- | ----- | ----- | ----- | ----- | ----- | ----- | ----- |
| Број домаћинстава | 251   | 280   | 468   | 394   | 423   | 435   | 468   |

| Број чланова      | 1  | 2   | 3  | 4  | 5  | 6  | 7  | 8 | 9 | 10 и више | Просек |
| ----------------- | -- | --- | -- | -- | -- | -- | -- | - | - | --------- | ------ |
| Број домаћинстава | 59 | 118 | 82 | 87 | 53 | 51 | 16 | 1 | 0 | 1         | 3,40   |

| Пол    | Укупно | Неожењен/Неудата | Ожењен/Удата | Удовац/Удовица | Разведен/Разведена | Непознато |
| ------ | ------ | ---------------- | ------------ | -------------- | ------------------ | --------- |
| Мушки  | 663    | 147              | 455          | 40             | 14                 | 7         |
| Женски | 644    | 68               | 451          | 98             | 17                 | 10        |
| УКУПНО | 1.307  | 215              | 906          | 138            | 31                 | 17        |

| Пол    | Укупно                    | Пољопривреда, лов и шумарство | Рибарство                            | Вађење руде и камена | Прерађивачка индустрија       |
| ------ | ------------------------- | ----------------------------- | ------------------------------------ | -------------------- | ----------------------------- |
| Мушки  | 309                       | 19                            | 0                                    | 10                   | 95                            |
| Женски | 113                       | 21                            | 0                                    | 0                    | 19                            |
| УКУПНО | 422                       | 40                            | 0                                    | 10                   | 114                           |
| Пол    | Производња и снабдевање   | Грађевинарство                | Трговина                             | Хотели и ресторани   | Саобраћај, складиштење и везе |
| Мушки  | 3                         | 25                            | 38                                   | 4                    | 27                            |
| Женски | 0                         | 2                             | 25                                   | 3                    | 3                             |
| УКУПНО | 3                         | 27                            | 63                                   | 7                    | 30                            |
| Пол    | Финансијско посредовање   | Некретнине                    | Државна управа и одбрана             | Образовање           | Здравствени и социјални рад   |
| Мушки  | 1                         | 3                             | 42                                   | 14                   | 7                             |
| Женски | 2                         | 1                             | 7                                    | 14                   | 7                             |
| УКУПНО | 3                         | 4                             | 49                                   | 28                   | 14                            |
| Пол    | Остале услужне активности | Приватна домаћинства          | Екстериторијалне организације и тела | Непознато            | Непознато                     |
| Мушки  | 15                        | 0                             | 0                                    | 6                    | 6                             |
| Женски | 6                         | 0                             | 0                                    | 3                    | 3                             |
| УКУПНО | 21                        | 0                             | 0                                    | 9                    | 9                             |

## Галерија
- Централна порта цркве св Архангела Гаврила
- Улазна врата цркве
- Фреска изнад улазних врата